# Superrecenzent
Superrecenzent – tajny recenzent w przewodzie habilitacyjnym powoływany przez Centralną Komisję do Spraw Stopni i Tytułów już po kolokwium habilitacyjnym (komisja powoływała dwóch). Jego opinia była decydująca w kwestii nadania habilitantowi stopnia doktora habilitowanego. Centralna Komisja do Spraw Stopni i Tytułów prowadziła listę specjalistów według dyscyplin i dziedzin KBN. Urząd superrecenzenta został zlikwidowany w 2006 roku po zmianie przepisów o nadawaniu stopni naukowych.